# Piper silentvalleyensis
Piper silentvalleyensis är en pepparväxtart som beskrevs av P.N. Ravindran, M.K. Nair & R. Asokan Nair. Piper silentvalleyensis ingår i släktet Piper och familjen pepparväxter. Inga underarter finns listade i Catalogue of Life.